# Celestino
Pedro Celestino Silva Soares conhecido apenas por Celestino (Tarrafal, 2 de Janeiro de 1987) é um futebolista luso-cabo-verdiano, que joga habitualmente a médio.
Teve a sua formação como jogador ao serviço do Sporting, tendo-se estreado como profissional ao serviço do Clube Desportivo dos Olivais e Moscavide, por empréstimo.
Em Julho de 2009 foi anunciada a sua contratação pelo Belenenses. Consagrou-se campeão romeno em 2011-12 atuando pela equipa Cluj.